# Khairpur (distrikt)
Khairpur (urdu: ضلع خیر پور) tidigare vasallstat i Brittiska Indien, Sindh, nu ett distrikt i Pakistan, med en yta av 15 669 km² och 199 313 inv. (1901). Administrativa huvudorten är Khairpur.
Liksom övriga delar av Sindh består Khairpur, som ligger öster om Indus, av en alluvialslätt, som är mycket bördig i närheten av Indus och bevattningskanalerna, men för övrigt ett fullkomligt ofruktbart sandfält. 
Huvudstaden i vasallstaten Khairpur bar samma namn som staten, Khairpur eller Khayrpur. Staden ligger vid en kanal omkring 24 km öster om Indus. 

## Administrativ indelning
Distriktet är indelat i åtta Tehsil.
- Khairpur
- Nara Tehsil
- Kot Diji Tehsil
- Sobho Dero Tehsil
- Mirwah Tehsil
- Kingri Tehsil
- Faiz Ganj Tehsil
- Gambat Tehsil